# Cold Atom Laboratory

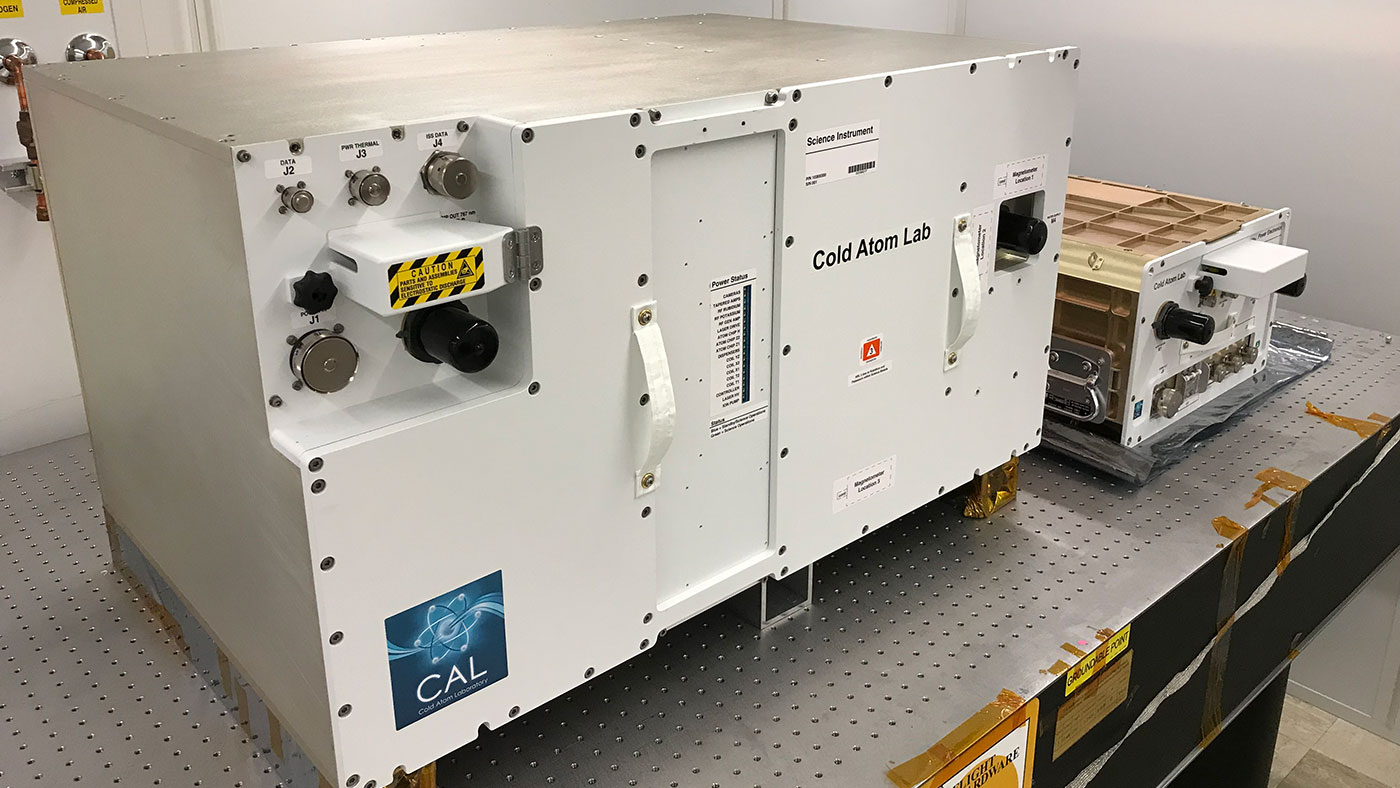
A máquina do Cold Atom Laboratory em um dispositivo de teste

O Cold Atom Laboratory (CAL) é um instrumento experimental a bordo da ISS, que foi lançado em 2018. Ele cria um ambiente extremamente frio em microgravidade para estudar o comportamento dos átomos nessas condições.

## Linha do tempo
O CAL foi desenvolvido no JPL em Pasadena, Califórnia. Estava originalmente programado para ser lançado para a Estação Espacial Internacional (ISS) em junho de 2017. Foi então adiado para um lançamento programado em um foguete SpaceX CRS-12 em agosto de 2017. Foi finalmente lançado em 21 de maio de 2018. A missão inicial tinha uma duração de 12 meses, com até cinco anos de operação estendida.
Em janeiro de 2020, passou por atualizações de hardware, que foram realizadas ao longo de um período de oito dias pelas astronautas Christina Koch e Jessica Meir sob a supervisão dos controladores em terra. A atualização incluiu um interferômetro de átomos que pode ser usado para estudar o princípio da equivalência.
Em julho de 2021, outra atualização realizada pela astronauta Megan McArthur deu ao CAL a capacidade de trabalhar com átomos de potássio ultrafrios, além dos átomos de rubídio.

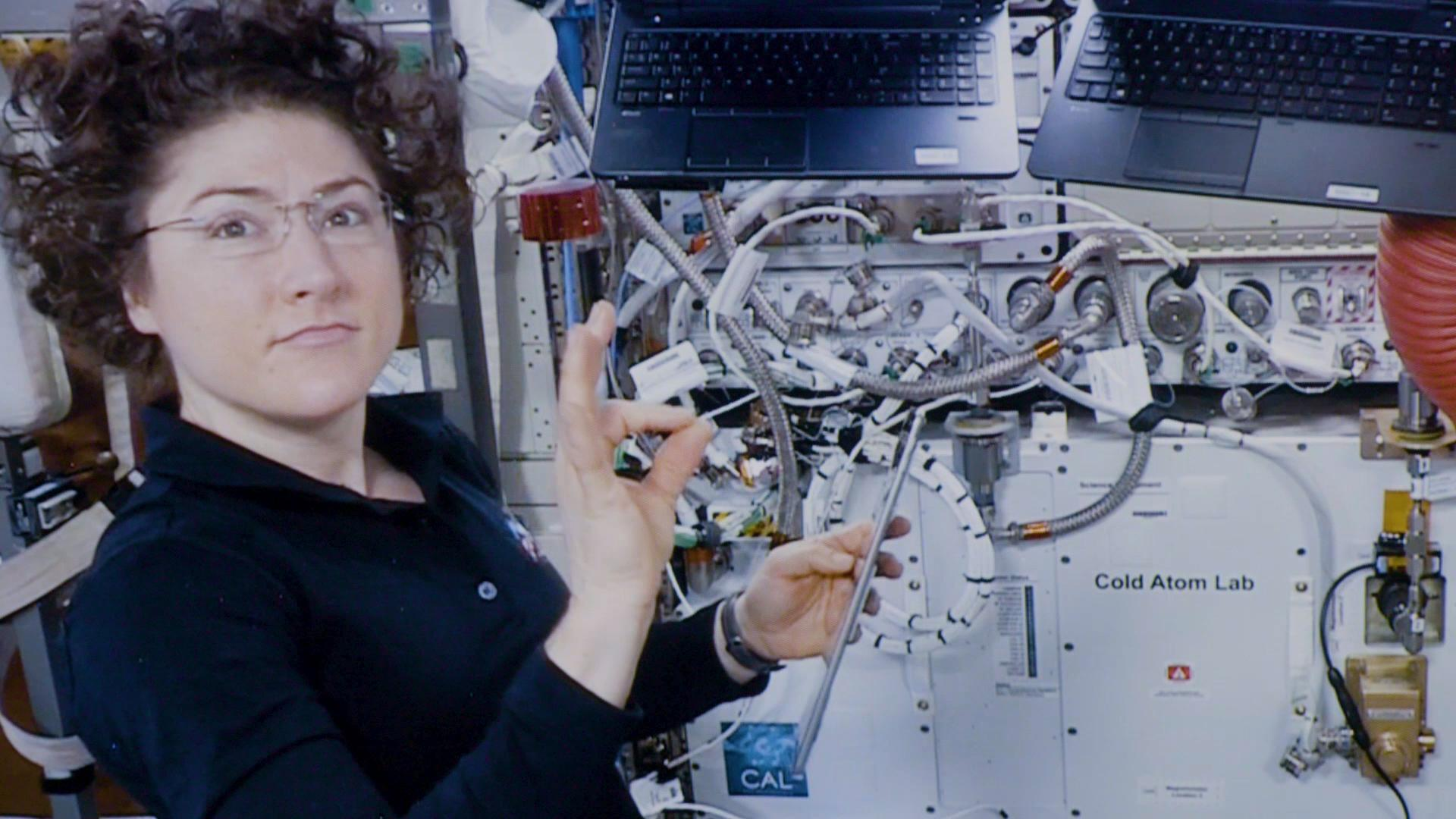
Christina Koch ao lado do Cold Atom Laboratory (CAL) a bordo da ISS em janeiro de 2020

## Propósito
O instrumento cria condições extremamente frias no ambiente de microgravidade da ISS, levando à formação de Condensados de Bose-Einstein (BECs) que são ordens de magnitude mais frios do que aqueles criados em laboratórios na Terra. Em um laboratório baseado no espaço, tempos de interação de até 10 segundos e temperaturas tão baixas quanto 1 picokelvin são alcançáveis, o que poderia levar à exploração de fenômenos desconhecidos da mecânica quântica e testar algumas das leis mais fundamentais da física. Estes experimentos são melhor realizados em um ambiente de queda livre, pois isso é mais propício para a formação sem restrições de BECs. Experimentos em terra sofrem do efeito do condensado interagindo assimetricamente com o aparato, interferindo na evolução temporal do condensado. Em órbita, os experimentos podem durar muito mais tempo porque a queda livre é sustentada indefinidamente. Cientistas do NASA's JPL afirmam que a investigação do CAL poderia avançar no conhecimento no desenvolvimento de detectores quânticos extremamente sensíveis, que poderiam ser usados para monitorar a gravidade da Terra e de outros corpos planetários, ou para construir dispositivos de navegação avançados.

## Resultados
Os resultados dos experimentos de 2019 foram relatados em 2020, demonstrando a operação bem-sucedida do laboratório. Isso permite uma pesquisa aprimorada de BECs e mecânica quântica, uma vez que a física é escalada para escalas macroscópicas nos BECs. O laboratório apoia investigações de longo prazo em física de sistemas de poucos corpos, e apoia o desenvolvimento de técnicas para interferometria de ondas de átomos e lasers de átomos.